# ゲレダ空港
ゲレダ空港は、チャドのワジ・フィラ州、ゲレダの近くに位置する公共利用の空港である。

## 関連記事
- チャドの空港の一覧